# Dustin (Kurzfilm)
Dustin ist ein Kurzfilm von Naïla Guiguet, der im September 2020 beim Toronto International Film Festival seine Premiere feierte.

## Handlung
In einem leerstehenden Lagerhaus tanzt eine Menschenmasse zu Technomusik. Unter ihnen Dustin, ein junger Transgender und seine Freunde Felix, Raya und Juan. 

## Produktion
Regie führte Naïla Guiguet, die auch das Drehbuch schrieb.
Neben Dustin Muchuvitz in der Titelrolle tragen auch die anderen Hauptdarsteller Félix Maritaud, Raya Martigny, Juan Corrales, Lucie Borleteau und Erwan Fale im Film ihre eigentlichen Namen.
Die erste Vorstellung erfolgte am 13. September 2020 beim Toronto International Film Festival. Im September 2020 wurde Dustin beim San Sebastian International Film Festival gezeigt, Mitte Oktober 2020 beim AFI Fest und im Dezember 2020 in der Kurzfilmsektion des Les Arcs Film Festivals. Am 21. Dezember 2021 wurde Dustin beim Kurzfilmabend des Filmfest Dresden vorgestellt. Ende April, Anfang Mai 2022 wurde er bei den Kurzfilmtagen in Oberhausen gezeigt, Ende des Monats bei Vienna Shorts. Im Juli 2022 erfolgten Vorstellungen beim Jerusalem Film Festival. Im November 2022 wird er bei den Internationalen Kurzfilmtagen Winterthur gezeigt.

## Auszeichnungen
Internationale Kurzfilmtage Winterthur 2020
- Bestimmung zum Kurzfilmkandidaten für den Europäischen Filmpreis (Naïla Guiguet)[11]

San Sebastian International Film Festival 2020
- Nominierung in der Sektion Zabaltegi-Tabakalera[12]

Toronto International Film Festival 2020
- Auszeichnung als Bester internationaler Kurzfilm (Naïla Guiguet)

Zagreb Film Festival 2020
- Auszeichnung mit dem Golden Pram als Bester internationaler Kurzfilm (Naïla Guiguet)[13]